# The Unicorn
The Unicorn – amerykański serial telewizyjny (sitcom) wyprodukowany przez Trill TV, Kapital Entertainment, Mike and Bill Productions oraz CBS Studios, którego twórcami są  Bill Martin, Mike Schiff i Grady Cooper. Serial jest emitowany od 26 września 2019 roku przez CBS.
Fabuła opowiada o ojcu i wdowcu imieniem Wade, który musi poradzić w wychowaniu dwóch córek. Przyjaciele Wade’a starają się mu pomagać jak tylko mogą.

## Obsada

### Główna
- Walton Goggins jako Wade[2]
- Rob Corddry jako Forrest[3]
- Michaela Watkins jako Delia[3]
- Omar Benson Miller jako Ben[4]
- Maya Lynne Robinson jako Michelle[4]
- Ruby Jay jako Grace
- Makenzie Moss jako Natalie

## Odcinki
| Sezon | Odcinki | Oryginalna emisja w CBS | Oryginalna emisja w CBS | Oryginalna emisja w | Oryginalna emisja w | Oryginalna emisja w |
| Sezon | Odcinki | Premiera sezonu         | Finał sezonu            | Premiera sezonu     | Finał sezonu        |                     |
| ----- | ------- | ----------------------- | ----------------------- | ------------------- | ------------------- | ------------------- |
| 1     | 18      | 26 września 2019        | 12 marca 2020           | —                   | —                   |                     |

### Sezon 1 (2019-2020)
| #  | Tytuł                            | Reżyseria                | Scenariusz                               | Premiera w CBS       |
| -- | -------------------------------- | ------------------------ | ---------------------------------------- | -------------------- |
| 1  | Pilot                            | John Hamburg             | Bill Martin & Mike Schiff & Grady Cooper | 26 września 2019     |
| 2  | Breaking Up Is Hard to Do        | John Hamburg             | Bill Martin                              | 3 października 2019  |
| 3  | Widow's Group                    | John Hamburg             | Mike Schiff                              | 10 października 2019 |
| 4  | The Unicorn and the Catfish      | Matt Sohn                | Christine Zander                         | 17 października 2019 |
| 5  | No Small Parts                   | Todd Holland             | Jason Belleville                         | 24 października 2019 |
| 6  | Three Men Out                    | Matthew Cherry           | Chris Kelly                              | 7 listopada 2019     |
| 7  | Wade Delayed                     | Kabir Akhtar             | Jacque Edmonds Cofer                     | 14 listopada 2019    |
| 8  | Turkeys and Traditions           | Dean Holland             | Skander Halim & Gina Ippolito            | 21 listopada 2019    |
| 9  | No Pressure                      | Alex Reid                | Sophia Lear                              | 5 grudnia 2019       |
| 10 | Anna and the Unicorn             | Jay Karas                | Howard Jordan, Jr.                       | 12 grudnia 2019      |
| 11 | If It Doesn't Spark Joy          | Dean Holland             | Eden Dranger                             | 9 stycznia 2020      |
| 12 | It Isn't Romantic                | Betsy Thomas & Alex Reid | Bill Martin                              | 16 stycznia 2020     |
| 13 | Worst Case Scenario              | John Hamburg             | Jacque Edmonds Cofer                     | 30 stycznia 2020     |
| 14 | The Wade Beneath My Wings        | Bill Purple              | Jason Belleville                         | 6 lutego 2020        |
| 15 | Everyone's a Winner              | Matt Sohn                | Chris Kelly                              | 13 lutego 2020       |
| 16 | The Client                       | Rebecca Asher            | Christine Zander, Sophia Lear            | 20 lutego 2020       |
| 17 | Caroline, No                     | Kabir Akhtar             | Jake Lasker                              | 5 marca 2020         |
| 18 | No Matter What the Future Brings | Alex Reid                | Mike Schiff                              | 12 marca 2020        |

## Produkcja

### Główna
6 lutego 2019 roku CBS zamówiła pilotowy odcinek komedii od Bill Martina i Mika Schiff'a
W marcu 2019 roku poinformowano, że Walton Goggins, Rob Corddry, Michaela Watkins, Omar Benson Miller oraz  Maya Lynne Robinson dołączyli do obsady serialu
.
10 maja 2019 roku stacja CBS zamówiła serial na sezon telewizyjny 2019/2020.
Na początku maja 2020 roku, stacja CBS potwierdziła produkcję sezonu drugiego.